# Elizabeth Blackburn
Pour les articles homonymes, voir Blackburn (homonymie).
Elizabeth H. Blackburn, née le 26 novembre 1948 à Hobart en Tasmanie, est une biologiste moléculaire américaine d'origine australienne. Chercheuse à l'Université de Californie, à San Francisco, son travail porte sur l'étude des fonctions des télomères, et elle est célèbre pour sa découverte des télomérases, qui jouent un rôle crucial à la fois comme facteur positif de lutte contre vieillissement, et comme facteur négatif dans le développement des cancers.
Elle a également travaillé sur l'éthique médicale, et a été la présidente, révoquée par George W. Bush, du conseil présidentiel sur la bioéthique (President's Council on Bioethics).
Le 4 octobre 2009, elle est devenue corécipiendaire du prix Nobel de physiologie ou médecine 2009 avec Carol Greider et Jack Szostak.

## Biographie
Elizabeth Blackburn est née à Hobart, en Tasmanie. Ses parents, Harold et Marcia Blackburn, étaient tous deux médecins. Après ses études secondaires à Launceston, en Tasmanie, et à Melbourne, elle entre à l'université de Melbourne où elle obtient son baccalauréat ès sciences en 1970 puis sa maîtrise en 1972. Elle poursuit ses études au Darwin College en Angleterre où elle obtient son doctorat (1975) de l'université de Cambridge. Elle réalise un postdoctorat en biologie moléculaire et cellulaire à l'université Yale, dans le Connecticut, de 1975 à 1977.
En 1978, elle rejoint le corps professoral de l'université de Californie à Berkeley, dans le département de biologie moléculaire. En 1990, elle traverse la baie de San Francisco pour rejoindre le département de microbiologie et d'immunologie de l'Université de Californie à San Francisco (UCSF), où elle a occupé le poste de directrice du département de 1993 à 1999. Elle est actuellement professeur titulaire de la chaire de biologie et physiologie Morris-Herzstein de l'UCSF et membre temporaire du Salk Institute.

## Apports scientifiques
Avec Carol Greider, elle publie en 1985 l'identification d'une enzyme, la télomérase, possédant la propriété de rallonger les télomères des chromosomes. Ces recherches ont permis de montrer que la télomérase joue un rôle crucial dans le vieillissement cellulaire. Les connaissances sur la télomérase sont d'une grande importance pour la compréhension des mécanismes de développement des cancers et de la mort cellulaire. Cette découverte leur vaudra le Prix Nobel de physiologie ou médecine en 2009.
Les télomères sont d'abord définis grâce à des études cytologiques et génétiques qui ont montré que les chromosomes avec des extrémités endommagées étaient instables, et que ces extrémités pouvant fusionner et former des chromosomes dicentriques, en anneau ou d'autres structures instables. Ce contraste entre l'instabilité des extrémités brisées et la stabilité des extrémités naturelles des chromosomes a conduit à la conception du télomère comme une structure spécialisée située à l'extrémité des chromosomes eucaryotes, essentielle à leur stabilité. Jusqu'à présent, les télomères se sont révélés hautement conservés chez tous les chromosomes nucléaires eucaryotes bien étudiés, et se distinguent nettement des terminaisons des génomes d'ADN linéaire des virus, des plasmides non nucléaires ou de l'ADN mitochondrial. Il est donc pertinent de définir les télomères séparément des autres structures terminales que l'on observe aux extrémités de ces autres types d'ADN. Ce sont des structures dynamiques présentes à l'extrémité des chromosomes et jouent un rôle de protection. 
Elle est codécouvreuse de la télomérase, l'enzyme qui permet de conserver la longueur du chromosome en ajoutant une structure spécifique à chaque extrémité : le télomère.
La télomérase est une enzyme ribonucléoprotéique unique, responsable de la synthèse du brin riche en guanine des télomères. Cette enzyme joue un rôle crucial dans le maintien de l'intégrité chromosomique en ajoutant des répétitions télomériques aux extrémités des chromosomes. Des études in vitro ont montré que l'activité de la télomérase est présente dans des extraits cellulaires provenant de ciliés ainsi que de cellules humaines. Ce processus implique l'utilisation d'un oligonucléotide d'ADN synthétique riche en guanine, imitant la séquence des télomères naturels. Contrairement à d'autres enzymes, la télomérase se distingue par son fonctionnement en tant que transcriptase inverse ribonucléoprotéique, avec un modèle d'ARN intégré qui guide directement l'addition des répétitions télomériques 

## Principaux prix et distinctions
- Docteur honoris causa en sciences de l'université Harvard (2006)[5]
- Eli Lilly Research Award de microbiologie et immunologie (1988)
- National Academy of Sciences Award in Molecular Biology (1990)
- Docteur honoris causa en sciences de l'université Yale (1991)
- Récipiendaire de l'UCSF Women's Faculty Association Award
- Australia Prize (1998)
- Prix Gairdner (1998)
- Prix Harvey (1999)
- Prix de médecine de l'université Keiō (1999)
- American Cancer Society Medal of Honor (2000)
- Prix Albert-Lasker pour la recherche médicale fondamentale (2006) (avec Carol Greider et Jack Szostak)
- Prix de génétique de la Fondation Peter Gruber (2006)
- Prix Louisa-Gross-Horwitz (2007) (avec Carol Greider et Joseph G. Gall)
- Prix L'Oréal-UNESCO pour les femmes et la science (2008)
- Prix Mike-Hogg (2009)
- Prix Nobel de physiologie ou médecine (2009) (avec Carol Greider et Jack Szostak)
- Compagnon de l'ordre d'Australie, à l'occasion de la liste d'honneurs de l'Australia Day (2010)
- Membre de l'Académie américaine des arts et des sciences (1991)
- Membre de la Royal Society (1992)
- Membre de l'Association américaine pour l'avancement des sciences (2000)

En 2007, elle a été classée par le Time Magazine parmi les 100 personnes les plus influentes dans le monde.